# Temazepam
Temazepam (INN; je znám např. pod obchodním názvem Restoril, systematický název 7-chlor-5-fenyl-3-hydroxy-1-methyl-1,3-dihydro-1,4-benzodiazepin-2-on) je střednědobě působící léčivo ze skupiny 3-hydroxy-benzodiazepinů. Používá se hlavně pro krátkodobou léčbu nespavosti u pacientů, kteří mají potíže s udržováním spánku. Temazepam má též účinky anxiolytické, antikonvulzivní a myorelaxační.

## Historie
Temazepam byl poprvé syntetizován v roce 1964, začal se ale používat až v roce 1969, kdy byla objevena jeho schopnost léčit nespavost. Koncem 80. let byl temazepam jedním z nejpopulárnějších a nejčastěji předepisovaných hypnotik, stal se dokonce jedním z nejčastěji předepisovaných léčiv vůbec.

## Indikace
Temazepam má hypnotické účinky. Při studiích ve spánkových laboratořích vykazoval významný pokles nočního probouzení, nevýhodou je však narušení normálního průběhu spánku.
Temazepam je oficiálně indikován při těžké nespavosti a dalších vážných či zneschopňujících spánkových poruchách. Pravidla pro předepisování ve Velké Británii určují, že by doba užívání neměla překročit 2 až 4 týdny, aby nevznikla tolerance a fyzická závislost.
Americké letectvo používá temazepam jako jedno z hypnotik schválených pro použití u letců a zvláštního provozního personálu při přípravě před misemi. Před autorizací k použití medikace v operační situaci je třeba provést „pozemní testy“.